# Brevipalpus ogmellus
Brevipalpus ogmellus är en spindeldjursart som beskrevs av Pritchard och Baker 1958. Brevipalpus ogmellus ingår i släktet Brevipalpus och familjen Tenuipalpidae. Inga underarter finns listade.